# Villaverde Bajo-Cruce
Villaverde Bajo-Cruce is een metrostation in het stadsdeel Villaverde van de Spaanse hoofdstad Madrid. Het station werd geopend op 21 april 2007 en wordt bediend door lijn 3 van de metro van Madrid.